# Artika Sari Devi
Artika Sari Devi (Pangkal Pinang, 29 settembre 1979) è una modella indonesiana.
È stata incoronata Puteri Indonesia 2004 all'età di ventiquattro anni, in rappresentanza della provincia di Bangka-Belitung, il 6 agosto 2004 presso il Centro Convegni di Giacarta.
Nello stesso anno ha rappresentato l'Indonesia a Miss Universo 2005, dove si è classificata dodicesima, segnando il miglior piazzamento mai ottenuto dall'Indonesia nella storia del concorso di Miss Universo.
In seguito la Devi ha preso parte al film musicale indonesiano Opera Jawa diretto da Garin Nugroho, che ha ottenuto diverse nomination in occasione del Toronto Film Festival 2006, del London Film Festival 2006 e del festival del Cinema di Venezia del 2006. Il film è stato anche nominato come miglior film in occasione dell'Indonesia Film Festival.